# 紀伊勝浦郵便局
紀伊勝浦郵便局（きいかつうらゆうびんきょく）は、和歌山県東牟婁郡那智勝浦町にある郵便局。民営化前の分類では集配普通郵便局であった。

## 概要
住所：〒649-5399 和歌山県東牟婁郡那智勝浦町築地7-10-1

## 沿革
- 1872年3月15日（明治5年2月7日） - 天満（てんま）郵便取扱所として開設[1]。
- 1875年（明治8年）1月1日 - 天満郵便局（五等）となる。
- 1882年（明治15年） - 為替・貯金取扱を開始。
- 1893年（明治26年）7月16日 - 勝浦郵便電信局となる。
- 1903年（明治36年）4月1日 - 通信官署官制の施行に伴い勝浦郵便局となる。
- 1952年（昭和27年）2月1日 - 電気通信業務の取扱を、新設の和歌山勝浦電報電話局に移管[2]。
- 1956年（昭和31年）6月16日 - 電話通話事務の取扱を開始[3]。
- 1956年（昭和31年）10月5日 - 和文電報受付事務の取扱を開始。
- 1969年（昭和44年）10月20日 - 東牟婁郡那智勝浦町大字築地から同町大字天満に移転。
- 1970年（昭和45年）6月30日 - 特定郵便局から普通郵便局に局種別改定するとともに、紀伊勝浦郵便局に改称。
- 1981年（昭和56年）3月30日 - 宇久井郵便局[4]から集配業務を移管。
- 1985年（昭和60年）3月18日 - 浜ノ宮簡易郵便局の一時閉鎖[5]に伴い、取扱事務を承継。
- 2000年（平成12年）8月14日 - 外国通貨の両替および旅行小切手の売買に関する業務取扱を開始。
- 2006年（平成18年）9月25日 - 下里郵便局および色川郵便局からそれぞれ「649-51xx」「649-54xx」区域の集配業務を移管[6]。
- 2007年（平成19年）10月1日 - 民営化に伴い、併設された郵便事業紀伊勝浦支店に一部業務を移管。
- 2008年（平成20年）11月1日 - 大沼集配センター（東牟婁郡北山村）の統括業務を、郵便事業熊野支店から紀伊勝浦支店に移管。
- 2012年（平成24年）10月1日 - 日本郵便株式会社発足に伴い、郵便事業紀伊勝浦支店を紀伊勝浦郵便局に統合。
- 2022年（令和4年）4月1日-かんぽサービス部を設置。

## 取扱内容
- 郵便、印紙、ゆうパック、内容証明
- 貯金、為替、振替、振込、国際送金、国債、投資信託
- 生命保険、バイク自賠責保険、自動車保険
- ゆうちょ銀行ATM
- 「649-51xx」「649-53xx」「649-54xx」区域（東牟婁郡那智勝浦町内および太地町内）の集配業務
- ゆうゆう窓口

## 風景印
- 図案は勝浦松島三景。局名表示は「紀伊勝浦」
- 使用開始日は1970年（昭和45年）6月30日

## 周辺
- 那智勝浦町役場
- 那智勝浦町消防本部
- 勝浦漁港
- 国道42号

## アクセス
- JR紀勢本線 紀伊勝浦駅から徒歩約5分
- 熊野交通バス 勝浦駅停留所、もしくは那智勝浦町営バス 町役場前停留所下車
- 駐車場あり：10台